# Precision Air
Precision Air ist eine tansanische Fluggesellschaft mit Sitz in Daressalam und Basis auf dem Flughafen Daressalam.

## Geschichte
Precision Air wurde 1991 gegründet, der Flugbetrieb wurde aber erst 1994 aufgenommen. Ursprünglich als Lufttaxi für private Rundflüge gegründet, bedient die Gesellschaft heute zunehmend den touristischen Markt Tansanias mit Charter- und Linienflügen. Erste Linienflüge starteten 1999 in Kooperation mit Air Tanzania. Heute befinden sich 51 % der Aktien im Besitz des Firmengründers Michael Ngaleku Shirima, 49 % werden von Kenya Airways gehalten.

## Flugziele
Precision Air bedient von Daressalam aus nationale Ziele. Internationale Ziele sind Nairobi in Kenia und seit Juli 2017 auch Entebbe in Uganda.

## Flotte

### Aktuelle Flotte

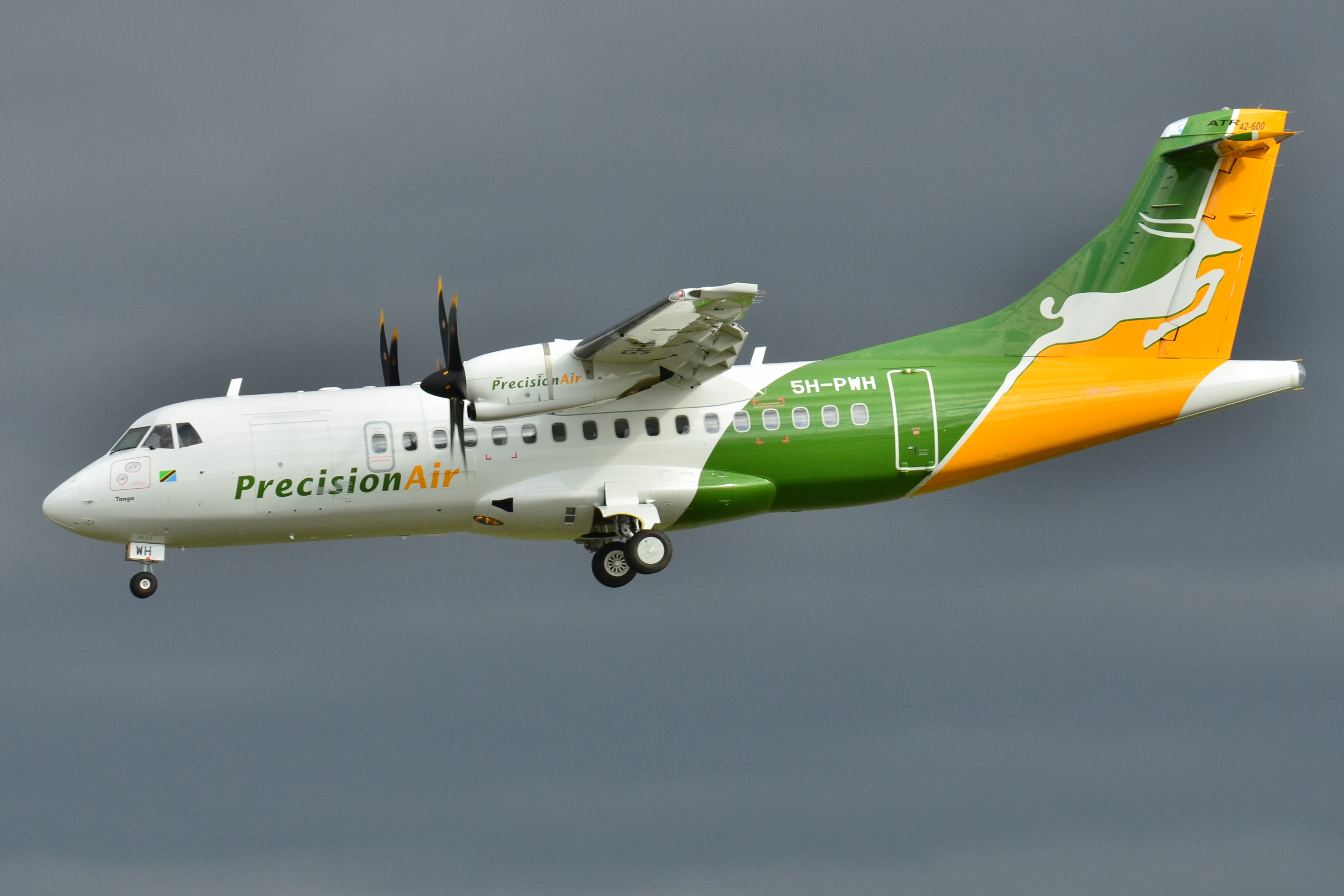
ATR 42-600 der Precision Air

Mit Stand November 2022 besteht die Flotte der Precision Air aus fünf Flugzeugen mit einem Durchschnittsalter von 13,5 Jahren:
| Flugzeugtyp | Anzahl | bestellt | Anmerkungen | Sitzplätze |
| ----------- | ------ | -------- | ----------- | ---------- |
| ATR 42-500  | 1      |          |             | 48         |
| ATR 72-500  | 4      |          |             | 70         |
| Gesamt      | 5      | -        |             |            |

### Ehemalige Flugzeugtypen
- ATR 42-600
- ATR 72-200
- Let L-410UVP-E20

## Zwischenfälle
- Am 16. November 2004 schlug eine Let L-410 der tansanischen Precision Air (Luftfahrzeugkennzeichen 5H-PAC) bei einem Schulungsflug mit simuliertem Triebwerksausfall am Flughafen Kilimanjaro mit eingefahrenem Fahrwerk neben der Landebahn auf. Beide Piloten hatten ihre Gurte nicht angelegt und erlitten Verletzungen im Gesicht. Das Flugzeug wurde irreparabel beschädigt.[5]

- Am 6. November 2022 endete der Flug einer ATR 42 der Precision Air (5H-PWF), die am Flughafen Daressalam gestartet war, etwa 100 Meter vom Zielort Flughafen Bukoba entfernt im Victoriasee. Von 38 Passagieren wurden nach bisherigen Angaben 19 getötet (siehe auch Precision-Air-Flug 494).[6][7][8]